# Потсвил (Арканзас)
Потсвил (енгл. Pottsville) град је у америчкој савезној држави Арканзас.

## Демографија
По попису из 2010. године број становника је 2.838, што је 1.567 (123,3%) становника више него 2000. године.
| Група             | 2000.         | 2010.         |
| Белци             | 1.214 (95,5%) | 2.574 (90,7%) |
| Афроамериканци    | 10 (0,8%)     | 24 (0,8%)     |
| Азијати           | 10 (0,8%)     | 16 (0,6%)     |
| Хиспаноамериканци | 7 (0,6%)      | 163 (5,7%)    |
| Укупно            | 1.271         | 2.838         |